# NGC 5850
NGC 5850 (również PGC 53979 lub UGC 9715) – galaktyka spiralna z poprzeczką (SBb), znajdująca się w gwiazdozbiorze Panny. Odkrył ją William Herschel 24 lutego 1786 roku.

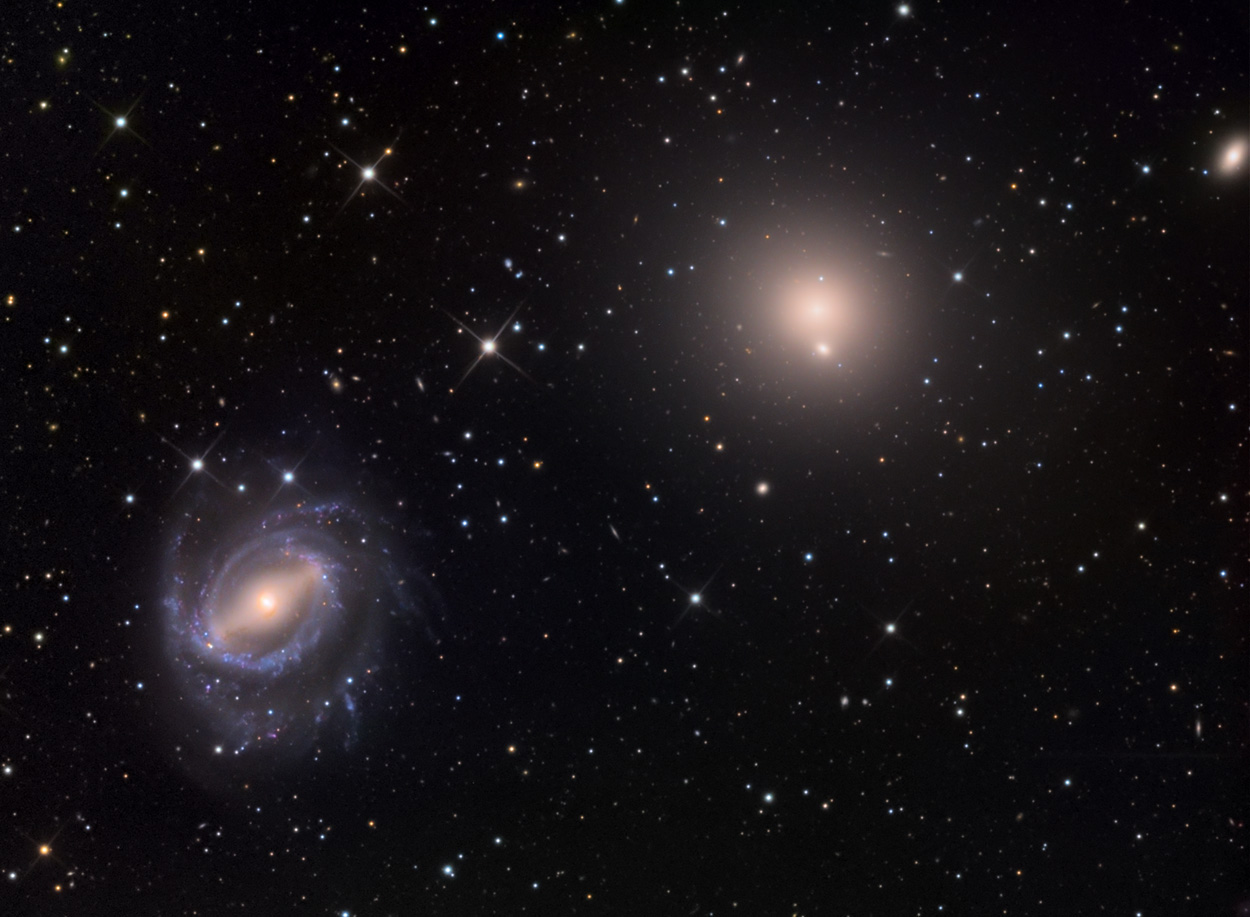
Galaktyki NGC 5850 (z lewej) i NGC 5846 (zdj. Mount Lemmon SkyCenter)

Jest to galaktyka z aktywnym jądrem typu LINER.
W galaktyce tej zaobserwowano supernową SN 1987B.